# Eunicea flexuosa
Eunicea flexuosa is een zachte koraalsoort uit de familie Plexauridae. De koraalsoort komt uit het geslacht Eunicea. Eunicea flexuosa werd in 1821 voor het eerst wetenschappelijk beschreven door Jean Vincent Félix Lamouroux. 